# NGC 1054
NGC 1054 ist eine Spiralgalaxie vom Hubble-Typ Sbc im Sternbild Widder auf der Ekliptik. Sie ist schätzungsweise 439 Millionen Lichtjahre von der Milchstraße entfernt und hat einen Durchmesser von etwa 120.000 Lichtjahren. Vom Sonnensystem aus entfernt sich die Galaxie mit einer errechneten Radialgeschwindigkeit von näherungsweise 9.800 Kilometern pro Sekunde.
Im selben Himmelsareal befinden sich unter anderem die Galaxien IC 248, PGC 10254, PGC 1552568, PGC 3090174.
Das Objekt wurde am 8. Oktober 1864 von Heinrich Louis d’Arrest entdeckt.